# IC 2593
IC 2593 је спирална галаксија у сазвјежђу Хидра која се налази на листи објеката дубоког неба у Индекс каталогу.
Деклинација објекта је - 12° 43' 31" а ректасцензија 10h 36m 15,9s. Привидна величина (магнитуда) објекта IC 2593 износи 15,0 а фотографска магнитуда 15,8. IC 2593 је још познат и под ознакама NPM1G -12.0327, PGC 155439.